# Осларе
Осларе је насеље у Србији у општини Бујановац у Пчињском округу. Према попису из 2022. било је 762 становника.

## Демографија
У насељу Осларе живи 641 пунолетни становник, а просечна старост становништва износи 34,5 година (33,6 код мушкараца и 35,4 код жена). У насељу има 194 домаћинства, а просечан број чланова по домаћинству је 4,66.
Становништво у овом насељу веома је нехомогено (према попису из 2002. године).
|  |

| Демографија | Демографија | Демографија |
| Година      | Становника  | Становника  |
| ----------- | ----------- | ----------- |
| 1948.       | 816         |             |
| 1953.       | 904         |             |
| 1961.       | 892         |             |
| 1971.       | 943         |             |
| 1981.       | 1.009       |             |
| 1991.       | 898         | 826         |
| 2002.       | 904         | 1.160       |
| 2022.       | 762         |             |

| \| \| м \| \| \| ж \| \| ? \| 6 \| \| \| 8 \| \| 80+ \| 3 \| \| \| 7 \| \| 75—79 \| 6 \| \| \| 12 \| \| 70—74 \| 21 \| \| \| 21 \| \| 65—69 \| 18 \| \| \| 16 \| \| 60—64 \| 22 \| \| \| 29 \| \| 55—59 \| 27 \| \| \| 23 \| \| 50—54 \| 20 \| \| \| 19 \| \| 45—49 \| 25 \| \| \| 16 \| \| 40—44 \| 33 \| \| \| 34 \| \| 35—39 \| 32 \| \| \| 25 \| \| 30—34 \| 29 \| \| \| 28 \| \| 25—29 \| 35 \| \| \| 32 \| \| 20—24 \| 25 \| \| \| 34 \| \| 15—19 \| 48 \| \| \| 36 \| \| 10—14 \| 36 \| \| \| 33 \| \| 5—9 \| 35 \| \| \| 36 \| \| 0—4 \| 42 \| \| \| 32 \| \| Просек : \| 33,6 \| \| \| 35,4 \| |      |  |  |      |
| |      |  |  |      |
| | м    |  |  | ж    |
| ? | 6    |  |  | 8    |
| 80+ | 3    |  |  | 7    |
| 75—79 | 6    |  |  | 12   |
| 70—74 | 21   |  |  | 21   |
| 65—69 | 18   |  |  | 16   |
| 60—64 | 22   |  |  | 29   |
| 55—59 | 27   |  |  | 23   |
| 50—54 | 20   |  |  | 19   |
| 45—49 | 25   |  |  | 16   |
| 40—44 | 33   |  |  | 34   |
| 35—39 | 32   |  |  | 25   |
| 30—34 | 29   |  |  | 28   |
| 25—29 | 35   |  |  | 32   |
| 20—24 | 25   |  |  | 34   |
| 15—19 | 48   |  |  | 36   |
| 10—14 | 36   |  |  | 33   |
| 5—9 | 35   |  |  | 36   |
| 0—4 | 42   |  |  | 32   |
| Просек : | 33,6 |  |  | 35,4 |

| Година пописа     | 1948. | 1953. | 1961. | 1971. | 1981. | 1991. | 2002. |
| ----------------- | ----- | ----- | ----- | ----- | ----- | ----- | ----- |
| Број домаћинстава | 126   | 149   | 160   | 162   | 176   | 159   | 194   |

| Број чланова      | 1  | 2  | 3  | 4  | 5  | 6  | 7  | 8 | 9 | 10 и више | Просек |
| ----------------- | -- | -- | -- | -- | -- | -- | -- | - | - | --------- | ------ |
| Број домаћинстава | 12 | 33 | 18 | 35 | 29 | 30 | 19 | 9 | 1 | 8         | 4,66   |

| Пол    | Укупно | Неожењен/Неудата | Ожењен/Удата | Удовац/Удовица | Разведен/Разведена | Непознато |
| ------ | ------ | ---------------- | ------------ | -------------- | ------------------ | --------- |
| Мушки  | 350    | 111              | 216          | 17             | 6                  | 0         |
| Женски | 340    | 76               | 230          | 28             | 4                  | 2         |
| УКУПНО | 690    | 187              | 446          | 45             | 10                 | 2         |

| Пол    | Укупно                    | Пољопривреда, лов и шумарство | Рибарство                            | Вађење руде и камена | Прерађивачка индустрија       |
| ------ | ------------------------- | ----------------------------- | ------------------------------------ | -------------------- | ----------------------------- |
| Мушки  | 122                       | 34                            | 0                                    | 3                    | 44                            |
| Женски | 53                        | 24                            | 0                                    | 0                    | 16                            |
| Укупно | 175                       | 58                            | 0                                    | 3                    | 60                            |
|        |                           |                               |                                      |                      |                               |
| Пол    | Производња и снабдевање   | Грађевинарство                | Трговина                             | Хотели и ресторани   | Саобраћај, складиштење и везе |
| Мушки  | 0                         | 3                             | 5                                    | 7                    | 2                             |
| Женски | 0                         | 0                             | 2                                    | 5                    | 0                             |
| Укупно | 0                         | 3                             | 7                                    | 12                   | 2                             |
|        |                           |                               |                                      |                      |                               |
| Пол    | Финансијско посредовање   | Некретнине                    | Државна управа и одбрана             | Образовање           | Здравствени и социјални рад   |
| Мушки  | 1                         | 0                             | 2                                    | 8                    | 4                             |
| Женски | 0                         | 1                             | 0                                    | 0                    | 1                             |
| Укупно | 1                         | 1                             | 2                                    | 8                    | 5                             |
|        |                           |                               |                                      |                      |                               |
| Пол    | Остале услужне активности | Приватна домаћинства          | Екстериторијалне организације и тела | Непознато            | Непознато                     |
| Мушки  | 1                         | 0                             | 0                                    | 8                    | 8                             |
| Женски | 1                         | 0                             | 0                                    | 3                    | 3                             |
| Укупно | 2                         | 0                             | 0                                    | 11                   | 11                            |

| Етнички састав према попису из 2002.‍ | Етнички састав према попису из 2002.‍ | Етнички састав према попису из 2002.‍ | Етнички састав према попису из 2002.‍ | Етнички састав према попису из 2002.‍ |
| ------------------------------------ | ------------------------------------ | ------------------------------------ | ------------------------------------ | ------------------------------------ |
|                                      |                                      |                                      |                                      |                                      |
| Албанци                              | Албанци                              |                                      | 498                                  | 55,08%                               |
| Срби                                 | Срби                                 |                                      | 400                                  | 44,24%                               |
| Муслимани                            | Муслимани                            |                                      | 1                                    | 0,11%                                |
| непознато                            | непознато                            |                                      | 2                                    | 0,22%                                |

| Етнички састав према попису из 2022.‍ | Етнички састав према попису из 2022.‍ | Етнички састав према попису из 2022.‍ | Етнички састав према попису из 2022.‍ | Етнички састав према попису из 2022.‍ |
| ------------------------------------ | ------------------------------------ | ------------------------------------ | ------------------------------------ | ------------------------------------ |
|                                      |                                      |                                      |                                      |                                      |
| Албанци                              | Албанци                              |                                      | 460                                  | 60,4%                                |
| Срби                                 | Срби                                 |                                      | 298                                  | 39,1%                                |

## Порекло становништва
Подаци датирају из 1951. г.
Данас у селу живи староседелачко и досељено становништво. По вери се становници деле на: православне и муслимане. Муслиманске вере су и малобројни сеоски Роми.
Српски родови:
- Марчинци (4 к., Св. Арханђео), староседеоци.
- Шипковци (5 к., Св. Арханђео), староседеоци.
- Марковци (3 к., Св. Петка), староседеоци.
- Андрејци (4 к., Св. Лука), досељени око 1750. г. из околине Приштине. Причају да су из места старине добегли због Арбанаса, јер су им они тамо "турчили сестру" и зато пали на крв. Иза њих су са Косова дошли: Новаковци (5 к), Гагинци (3 к) и Илинци (5 к). Сви славе Св. Луку. По предању њихови су стари били у сродству са прецима из рода Андрејци, те је вероватно да су сви они из истог места досељени.
- Свирини (3 к), Пиркови (4 к) и Златановци (9 к). Они су се доселили из Горње Мораве око Гњилана. Сви славе Св. Николу. Златановци као место порекла наводе село Божевац(село Божевце/Божовце код Косовске Каменице).
- Мелини (3 к., Св. Никола), дошли из околине Гњилана Тамо су живели у селу Глоговцу, док им је даља старина у косовској котлини.
- Голчинци (3 к., Св. Никола), доселили око 1850. г. из Турије. Тамо су живели око 50 година. И њихова је даља старина на Косову, одакле их је довео господар као чифчије. Име су добили по томе што су облачили одело на голо тело.
- Чонинци (3 к), Кадички (2 к) и Пауновићи (2 к). Сви славе Св. Луку. И они су косовски досељеници. Овде се доселили после Голчинаца.
- Алексини (1 к., Св. Арханђео), дошли око 1850. г. из Рајинца, пошто су тамо остали без имања.
- Гавранци (10 к., Св. Ђорђе Алимпије), доселили се кад и Алексини из кумановског села Сушева.
- Миљини /4 к., Св. Арханђео), дошли су 1878. г. из села Шапранца. Тамо су им Турци запалили кућу.
- Tрајковићи (1 к., Св. Никола), доселили с у турско доба као чифчије из села Кршевице.
- Филиповићи (1 к., Св. Арханђео), име добили по Филипу који је дошао 1915. г. на женину кућу из Билинца.
- Младеновићи (1 к) и Рашићи (1 к), дошли су 1924. г. на купљено земљиште из Жбевца. Славе Св. Николу.
- Пешићи (2 к., Св. Никола), досељени 1924. г. из Клиновца. Овде живе на купљеном имању.
- Крстићи (1 к., Св. Ђорђе), дошли из 1926. г. из Жбевца. Овде живе на купљеном имању.
- Стојменовићи (1 к., Св. Арханђео), дошли 1926. г. из Клиновца.
- Ристићи или Овиларски (1 к., Св. Арханђео), дошли 1930. г. из Жбевца, на купљеном имању. Род су са Ристићима у Несалцу.

Родови српског поисламљеног становништва:
- Ибраимови или Потуровци (5 к), староседеоци. Име Имраимови добили по Ибраиму, сину помухадењеног Филипа. Филип је на ислам прешао пре три појаса. (Филип је у исламу прозван Рамадан - Ибраим - Селман - Лим, ан, данас жив). Филип је примио и фис Тсач, тј. фис коме припадају лучански Арбанаси.
- Гавранци или Арани (3 к), род су са истоименим православним осларским становницима. Пореклом су из кумановског села Сушева. На ислам прешао предак Анђелко одмах по досељењу. Данас се рачунају у фис Тсач. Начин мењања вере код овог рода је нејасан.

Арбанашки родови:
- Ајрединци (5 к), од фиса Бериш. Досељени су 1878. г. из Масурице. Даља им је старина у северној Албанији.
- Деветинци (5 к), од фиса Соп. Досељени као мухаџири из Јабланице у исто време када и Ајрединци. Даљу старину знају у Малесији.
- Махсутови (1 к), од фиса Бериш. Мухаџири из Масурице. Дисшли су 1878. г.
- Емин (1 к), дошли су као мухаџири из Јелашнице. Старина им је у Шатри у северној Албанији. Фисову припадност не знају.
- Исмаилови (1 к), дошли су 1878. г. као мухаџири из Јабланице. Даља старина им је у северној Албанији. Фисову припадност не знају.

Роми:
- У селу има 5 циганских породица. Сви су скитачи по околним селима. Место сталног боравка немају.